# Вере, Филибер де
Филибер де Вере (фр. Philibert de Veyré; ум. 1512), называемый «Мушка» (La Mouche) — придворный и дипломат Габсбургских Нидерландов.

## Биография
Родился, предположительно, в середине XV века. Принадлежал к семье из Маконне, его патроним обозначает фьеф, расположенный в 10 км к северу от Макона.
Сын Пьера де Вере и Маргерит де Таларю. Имел двух братьев, вступивших в духовное сословие: Луи, служившего Филиппу I Красивому и его супруге Хуане Кастильской в качестве духовника, и державшего в то время должность прево Нотр-Дам-де-Брюгге и другую пребенду в Мехелене; и Гийома (ум. 1514), капеллана при дворе Филиппа в Кастилии (1506), где он добился грамоты о предоставлении подданства для Филибера, и указанного в 1512 году в качестве каноника и прево капитула Святого Иоанна в Лионе, когда брат назначил его исполнителем своего завещания.
Брак Филибера де Вере сблизил его с высшей знатью Нидерландов. Он женился на Маргерите, дочери Пьера де Ланнуа, сеньора де Френуа, и внучке знаменитого путешественника и дипломата Жильбера де Ланнуа. Четверо детей от этого брака в августе 1511 совместно добились королевских грамот о подданстве, позволявших им приобретать и владеть движимым и недвижимым имуществом во Франции.
Прозвище «Муха» или «Мушка», периодически использовавшееся самим Филибером и его современниками, кажется, было семейным; так, к примеру, в 1417—1418 годах упоминается некий Жан де Вере, называемый Мушка, оруженосец, бальи Шароле, родственные связи которого с Филибером, впрочем, неизвестны.
Патроним Вере встречается во множестве вариантов. Историки чаще всего пишут Veyre; уже в текстах его времени разные написания: Veirey, Verrey, Verey и др.; нарративные источники дают Verre, Voyre, Vere и т. д.
В 1471 году, будучи совсем молодым оруженосцем, совершил первую поездку в Испанию, сопровождая апостолического протонотария Артюра де Бурбона и Пьера де Миромона, советника и камергера Карла Смелого.
Участвовал в походе Карла Смелого на восставших льежцев (1468), в битве при Нанси, где попал в плен. Получив свободу, поступил на службу к Максимилиану Габсбургу, под знаменами которого сражался с повстанцами Льежа, Гента и Брюгге. В 1491 году, завершающий период подавления фламандского восстания, был послан вместе с князем де Шиме, Бодуэном Бургундским и Жаном Соважем к Филиппу Клевскому, удерживавшему Слёйс, с требованием сдачи города.
По окончании военных действий выполнял многочисленные дипломатические поручения. 10 января 1497 выехал из Брюсселя в посольство во Францию, добиваться исполнения условий Санлисского договора. В 1498 году стал советником и камергером. В 1499 году организовал возвращение на родину Маргариты Австрийской, принцессы Кастильской, вдовы инфанта Хуана, наследника Католических королей. Отбыв из Испании в мае, они приехали в Нидерланды только в марте следующего года.
После этого был управляющим дворца принцессы в Ле-Кенуа (Эно), где она по решению брата находилась до заключения нового брака и отбытия в Савойю (сентябрь — октябрь 1501). Стал доверенным лицом и протеже Маргариты.
Одновременно, с ноября 1500 по июнь 1501 вместе с Франсуа де Буслейденом, архиепископом Безансона, исполнял дипломатическую миссию в Испании, в связи со смертью инфанта Мигела (20.07.1500), внука Фердинанда и Изабеллы, в результате чего Хуана, жена Филиппа Красивого, стала наследницей Арагона и Кастилии. Едва вернувшись в Брюссель (14 июня), Филибер уже 28-го вместе с Буслейденом и Гийомом де Кроем отбыл в Лион на переговоры с Людовиком XII о браке между Карлом Габсбургом и Клод Французской.
26 сентября в Брюсселе был в числе свидетелей при подписании брачного контракта Маргариты, затем сопровождал ее в Женеву на встречу с герцогом Савойским.
В том же году сопровождал Филиппа и Хуану в поездку в Испанию. Во время этого путешествия был послан вместе с Буслейденом и первым советником и камергером Жаном де Люксембург-Вилем, чтобы убедить королеву Изабеллу не посещать Филиппа, заболевшего корью. Во время пира, устроенного Католическими королями в Толедо, исполнял функции хлебодара для Изабеллы. Был одним из исполнителей завещания Буслейдена, главы совета эрцгерцога, скончавшегося в этом городе 23 августа 1502. По возвращении из Испании ездил с миссиями к Людовику XII в Лион и к Максимилиану в Инсбрук.
26 ноября 1503 в Брюсселе Филипп Красивый собрал ближайших советников: Энгельберта фон Нассау, сеньора де Шьевра, де Виля и Вере, поручив им переговоры о союзе с Людовиком. Католические короли пообещали послам крупные суммы в случае удачного исхода: Нассау — 6000 дукатов ренты в Неаполитанском королевстве, Вилю — 4000, Вере — 3000, и тысячу секретарю ордена Золотого руна Лорану де Блиулю. Итогом миссии стало подписание трех договоров в Блуа (22 сентября 1504), установивших лигу Максимилиана, Людовика и Филиппа с папой Юлием II против венецианцев, и подтвердивших проект брака Карла и Клод. В награду эрцгерцог жалованной грамотой от 9 ноября 1504 возвел Филибера в ранг главного и первого дворцового распорядителя, что стало для последнего вершиной придворной карьеры.
26 ноября 1504 умерла Изабелла Кастильская, и 2 января следующего года Филибер де Вере выехал из Брюсселя в Испанию для решения вопроса о наследовании короны. Из-за интриг Фердинанда Арагонского миссия, в которой Филибера поддерживал посол Максимилиана в Кастилии Андреа дель Бурго (Андре дю Бург), сильно затянулась. В 1505 году на капитуле в Мидделбурге принят в рыцари ордена Золотого руна. До 21 мая 1506 Фиилибер был в статусе посла, затем новый король высадился в Ла-Корунье, и Вере вернулся к своим придворным функциям, но уже 25 сентября Филипп умер в Бургосе.
Был единственным представителем Нидерландов, вошедшим в состав регентского совета Кастилии, возглавленного архиепископом Толедским Хименесом де Сиснеросом, но вскоре у него возникли разногласия с дель Бурго, а королева Хуана начала выражать недовольство действиями советников мужа. Де Виль покинул Испанию 4 ноября, а Филибер по просьбе нидерландских вельмож (Нассау, Виля, Эгмонта) оставался еще некоторое время, но в феврале 1507 также вернулся в Брюссель.
Был в фаворе у Маргариты Австрийской, ставшей правительницей Нидерландов и Франш-Конте. В 1509—1510 годах совершил свою, по-видимому, последнюю поездку, в Бургундию, после чего изъявил желание пребывать с принцессой в Генте или Мехелене.
Филибер де Вере умер между 24 апреля 1512, даты регистрации его завещания, и 25 октября того же года, когда в акте о принятии наследства его сыном Пьером был указан, как почивший.

## Земельные владения
Филибер начинал свою карьеру мелкопоместным дворянином, имевшим кроме сеньории Вере владение Корсель (Corcelle) в 25 км к северо-западу от Макона, и поблизости от Клюни. Еще будучи молодым оруженосцем, он, вероятно, в награду за службу его отца, получил (кажется, в 1475 году) от Марии Бургундской землю Орнан (Ornans) во Франш-Конте (с условием возможности обратного выкупа). Через два года лишился этого владения из-за французской оккупации, и смог его вернуть только в 1493 году, после восстановления власти Габсбургов.
В марте 1492 Филибер приобрел у своего друга Энгельберта фон Нассау брабантские земли, которые этот грансеньор получил в дар от своего единоутробного брата Иоганна, бастарда Нассау: Корруа-ле-Шато и Фран-леc-Госли, во владении которыми был утвержден жалованными грамотами Максимилиана Габсбурга и Филиппа Красивого. В июне следующего года обе сеньории составили наследство Маргериты де Ланнуа, которая должна была сохранить также узуфрукт в случае, если переживет мужа. Двумя поколениями позже Нассау выкупили сеньории у внуков Филибера и Маргериты.
16 октября 1501 получил от Филиппа Красивого сеньории Мон-Сен-Венсан и Маризи в Шароле, в 15 км на северо-запад от Клюни. Земли передавались в пожизненный дар Филиберу, затем одному из его сыновей, в вознаграждение за выполненные миссии и понесенные расходы. 18 января 1504 герцог согласился преобразовать дарение в залог в виде фьефа с возможностью выкупа за крупную сумму. В 1506 году в Испании Филибер пытался добиться превращения залога в вечный дар, без возможности выкупа, но принц не согласился.

## Семья
Жена: Маргерита де Ланнуа (ум. 29.03.1492), дочь Пьера де Ланнуа, сеньора де Френуа, и Йоссины ван Глим, дамы ван Гринберген
Дети:
- Филипп де Вере. Наследовал Вере, Корсель и несколько владений в графстве Бургундском: Жермоль[K 3], Виллет[K 4], Сен-Жюльен[K 5][5]
- Пьер де Вере. Наследовал Мон-Сен-Венсан и Маризи[5]
- Маргерита де Вере
- Мария де Вере, дама де Мон-Сен-Венсан. Муж (1513): Клод I де Кюзанс (ум. 1523), барон де Бельвуар

## Комментарии
1. ↑  У Бурвилена
2. ↑  В кантоне Орнан
3. ↑  Жермоль-сюр-Грон
4. ↑  La Villette-en-Dombes, ныне Виллет-сюр-Эн
5. ↑  Сен-Жюльен-де-Сиври